# Little Paxton
Little Paxton est une paroisse civile et un village du Cambridgeshire, en Angleterre.